# Pokémon Rumble World
Pokémon Rumble World (みんなのポケモンスクランブル, Minna no Pokémon Sukuranburu, Everyone's Pokémon Scramble) est un jeu vidéo d'action et de beat them all de la franchise Pokémon. Développé par Ambrella et édité par The Pokémon Company sur  Nintendo 3DS, il est le quatrième jeu de la série Pokémon Rumble, et propose des versions en jouet des 719 créatures issues des six premières générations de Pokémon.
Adoptant un modèle économique freemium, le jeu sort d'abord en version numérique sur Nintendo eShop le 8 avril 2015, puis en version physique le 19 novembre 2015 au Japon, le 22 janvier 2016 en Europe, et le 29 avril 2016 aux États-Unis.

## Système de jeu
Lancé à travers les mondes pokémon à bord de différentes montgolfières en quête de toutes les espèces de pokémon de 6 générations, le joueur doit contrôler des jouets pokémon et partir à l'aventure. Au fil de l'aventure, le joueur aura besoin d'aller au magasin pour pouvoir stocker plus de pokémon, il pourra y acheter des montgolfières et des vêtements également avec des "p" ou des poké-diamants. Chaque jour dans le château, le roi propose une épreuve spéciale qui au fil du temps va donner un objet de méga-évolution. Une fois une montgolfière terminée, le joueur reçoit l'arrière plan de la montgolfière qu'il pourra mettre pour son profil.[réf. nécessaire]